# Magnus (Adelsgeschlecht)

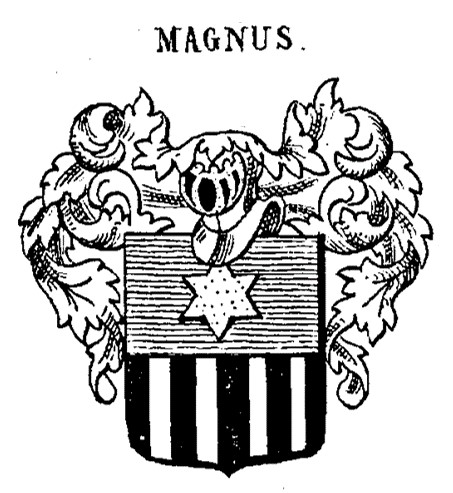
Wappen der Familie Magnus

Die Freiherren von Magnus sind ein preußisches Adelsgeschlecht. Friedrich Martin Magnus (1796–1869) erhielt am 2. März 1853 den preußischen Adel und bekam am 18. Dezember 1868 auch den Freiherrenstand.
Die Familie kam durch das Bankhaus F. Mart. Magnus zu Reichtum und war Besitzer der Güter Kuhna, Tielitz und Wendisch-Ossig im Kreis Görlitz (heute Gmina Zgorzelec) sowie von Ober- und Niederölsa im Kreis Rothenburg in preußisch Schlesien als auch Drehsa im Königreich Sachsen.

## Wappen
Quer geteilt, oben in Blau ein sechsstrahliger goldener Stern, unter in Schwarz vier silberne Pfähle. Die Freiherrenkrone: der gekrönte Helm mit rechts blau-goldener, links mit schwarz-silberner Decke. Er trägt einen nach rechts sehenden und ebenso bewehrte schwarzen Adler zwischen zwei Büffelshörnern, von denen das rechte Blau und mit dem sechsstrahligen goldenen Stern belegt, das linke von Schwarz und Silber neunmal geteilt ist.

## Bekannte Familienmitglieder
- Friedrich Martin von Magnus (1796–1869), Chef des Bankhauses
- Anton Iwan von Magnus (1821–1882), außerordentlicher Gesandter und bevollmächtigter Minister am großherzöglich Mecklenburgischen Hof ⚭ Helene von Brünnow († 23. Januar 1859)
- Viktor Karl von Magnus (1830–1872), großbritannischer Generalkonsul, Chef des Bankhauses ⚭ 1866 Christine Magnus, Tochter des Heinrich Gustav Magnus (1802–1870)
- Heinrich Gustav Magnus (1802–1870), Physiker (Magnus-Effekt)
- Eduard Magnus (1799–1872), Maler